# Торунська ратуша
Старомі́ська ра́туша у Тору́ні, Польща — яскравий приклад архітектури середньовічної Європи.
Ратушу було побудовано на ринковій площі Старого міста в архітектурному стилі «цегляної готики» в ХІІІ ст., коли місто ще належало Німецькому (тевтонському) Ордену. З часом вона зазнала декілька етапів перебудови (XIII–XIV ст.). І в XVIII ст. вона набула виду в стилі бароко. В XIX ст. було добудовано ще один поверх і ратуша набула сучасного вигляду. Висота ратушової вежі 40 метрів.
Будинок ратуші вважається архітектурним зразком, за яким було також збудовано берлінську «червону» ратушу.
У 1645 у Торунській ратуші проходив відомий Colloquium Charitativum — європейський релігійний дискус.
До останніх часів в будинку ратуші знаходився адміністративний та торговельний центр. Сьогодні тут розташовано музей.
На площі перед ратушею встановлений пам'ятник Миколаю Копернику.